# Yelena Glikina
Yelena Vladimirovna Glikina (en russe : Елена Владимировна Гликина) est une escrimeuse soviétique née le 11 mars 1968 à Gorki (aujourd'hui Nijni Novgorod).

## Carrière
Yelena Glikina pratique l'escrime dès l'âge de 10 ans. 
Avec l'équipe soviétique, elle participe aux Jeux olympiques en 1988 et en 1992 ; elle est aussi médaillée d'argent en fleuret par équipes aux Championnats du monde 1989 à Denver ainsi qu'aux Championnats du monde 1991 à Budapest.
La sociétaire du Dynamo Gorki est aussi championne d'URSS de fleuret individuel en 1987.

## Palmarès

### Championnats du monde
- Médaille d'argent en fleuret par équipe aux Championnats du monde 1991 à Budapest
- Médaille d'argent en fleuret par équipe aux Championnats du monde 1989 à Denver